# Eudiane Macedo
Eudiane Janaína de Macedo Silva (Natal, 6 de maio de 1980) é uma comerciária e política brasileira, atualmente deputada estadual do Rio Grande do Norte, filiada ao Partido Verde (PV).

## Biografia
Eudiane nasceu em Natal, capital do Rio Grande do Norte, em 6 de maio de 1980, no bairro Lagoa Azul da Zona Norte da cidade. Começou a trabalhar com 14 anos de idade no comércio de Natal para ajudar na sua renda familiar.
Em 2008, candidatou-se para o cargo de vereadora na capital potiguar pelo Partido Democrático Trabalhista (PDT) e conquistou 947, não sendo eleita. No ano de 2012, candidatou-se novamente para Câmara Municipal pelo Partido Humanista da Solidariedade (PHS) sendo eleita para o cargo com 2.078 votos.
No ano de 2016, foi reeleita para o cargo com 4.922 votos pelo Solidariedade. Em 2018, migrou para o Partido Trabalhista Cristão (PTC) e foi eleita para o cargo de Deputada estadual com 23.448 votos. Apoiou a candidatura de Fátima Bezerra (PT) para governadora do estado, e a candidatura de Fernando Haddad (PT) para presidência do Brasil.
Em 2019, rompeu com o PTC e filiou-se ao Republicanos. No ano de 2022, filiou-se Partido Verde (PV). Já pelo PV, concorreu à reeleição pelo cargo de Deputada Estadual, sendo reeleita após angariar 36.027 votos.

### Desempenho eleitoral
| Ano  | Cargo                                    | Partido       | Votos  | Resultado  | Ref.   |
| ---- | ---------------------------------------- | ------------- | ------ | ---------- | ------ |
| 2008 | Vereadora de Natal                       | PDT           | 947    | Não Eleita | [ 5 ]  |
| 2012 | Vereadora de Natal                       | PHS           | 2.078  | Eleita     | [ 6 ]  |
| 2016 | Vereadora de Natal                       | Solidariedade | 4.922  | Eleita     | [ 7 ]  |
| 2018 | Deputada estadual do Rio Grande do Norte | PTC           | 23.488 | Eleita     | [ 8 ]  |
| 2022 | Deputada estadual do Rio Grande do Norte | PV            | 36.027 | Eleita     | [ 13 ] |